# Квінт Клавдій Квадригарій
Квінт Клавдій Квадрига́рій (лат. Quintus Claudius Quadrigarius) — римський анналіст (історик), сучасник Сулли. Квадригарій був сучасником Сізенни, претора 78 р. до н. е. Так говорить історик Веллей Патеркул, і це — все, що ми знаємо про особу Клавдія Квадрігарія. На цей ж приблизно час вказує і той факт, що в його історії була згадка подій 86 р. Написав римську історію («Анналів») в 23 книжках.

## Біографія
Написав історичний твір, який Авл Гелій називає «Літопис» («Annales»), а граматики Діомед і Прісціан називають (ймовірно, менш точно) «Історія» («Historiae»).
Як видно з цитат, він містив в собі не менше 23 книжок. У фрагментах з книги I йдеться про взяття Риму галлами (387—386 рр. до н. е.). Звідси можна зробити висновок, що твір починався цією подією, що вся попередня історія Рима в ньому не викладалася. Остання обставина, яка згадується в фрагментах що дійшли до нас (саме, у фрагменті з XIX книги), це — облога Афін Суллою в 87-86 рр. Історик Орозій цитує розповідь Клавдія навіть про одну подію 82 р. Ось, як видно, приблизні хронологічні межі оповіді Клавдія.
Доведені «Аннали» до смерті Сулли. Для стародавнього періоду (з Другої Пунічної війни) він обмежився, простою переробкою грецького літопису Гая Ацилія (II ст.), тому і міг бути названий у Тіта Лівія перекладачем Ацилія. Клавдій писав старовинним стилем, любив простоту мови, уникав довгих періодів. Авл Гелій називає його зразковим письменником і робить з нього значні виписки.

## «Літопис» («Annales») Квінта Клавдія Квадрігарія
Квінт написав римську історію («Annales») у 23 книгах, не від заснування міста, як попередники, а починаючи лише з галльського погрому в 390 р до н. е.,можливо, усвідомлюючи, як і Тіт Лівій, недостовірність давнішої римської історії.
За свідченням Лівія (XXV, 39, 12 і XXXV, 14, 5), Клавдій переклав літопис Ацилія на латинську мову. Це свідоцтво можна розуміти по-різному; швидше за все його треба розуміти в тому сенсі, що літопис Ацилія був покладений Клавдієм в основу його власного твору, причому він випустив розповідь Ацилія про події, що передували навалі галлів, і сам виклав історію часу, до якого Ацилій не дійшов у своїй хроніці, тобто приблизно  після 184 р до н.е. Те, що Лівій як в зазначених  двох місцях, так і в усіх інших, називає цитованого ним історика просто Клавдієм, без додавання прізвиська дало привід деяким вченим вважати Клавдія, перекладача Ацилія, і Клавдія Квадрігарія різними особами. Однак чи таке незгадування Лівієм прізвиська Клавдія може слугувати підставою проти ототожнення його з Клавдієм Квадрігаріом, так як, наприклад, і Целія Антіпатра Лівій називає просто Целієм, без прізвиська.
З римських істориків цитує Клавдія тільки Лівій (в 10 місцях); чи користувався ним Діонісій, не можна визначити; зовсім малоймовірно, що ним користувався Діодор.
Про достовірність історичних відомостей у Клавдія Квадрігарія важко судити; але повідомлені ним великі числа втрат у ворогів викликають сумнів. Так само, такі анекдоти, як у фрагментах 40 і 80, л опису, як у фрагменті 10, показують, що Клавдій хотів зацікавити читачів.

## Стиль написання
Про стиль Клавдія  можна судити на підставі декількох досить довгих уривків. Стиль його — уривчастий; речення не пов'язані між собою. Такий, наприклад, фрагмент 81, збережений Геллієм (XV, 1, 7).
«Сулла, після довготривалих зусиль, вивів військо, щоб запалити дерев'яну вежу, яку Архелай спорудив перед містом. Прийшов, наблизився, підклав дрова, відтіснив греків, присунув вогонь; досить довго намагалися, ніяк не могли запалити: так Архелай весь матеріал обмазав квасцами; Сулла разом з воїнами дивувався цьому і, не запаливши, відвів назад військо».
Цицерон в своєму відгуку про істориків («Про закони», I, 2, 6) говорить про якогось Клодія, якого він відносить до числа поганих письменників (по стилю) порівняно з Целієм Антипатром і ставить його поряд з Семпронієм Азелліоном: обидва вони — ніщо в порівнянні з Целієм, а скоріше близькі до стародавніх Анналістів. Але не можна з упевненістю сказати, якого Клодія має на увазі тут Цицерон: чи  Клавдія Квадрігарія або кого-небудь іншого.
Однак в імператорську епоху любителям архаїчного стилю «Літопис» Клавдія подобався. Так, Авл Гелій (XV, 1, 4) характеризує Клавдія як «письменника чудового і правдивого». Більш ясний відгук про нього дає Гелій в іншому місці (IX, 13, 4): «Кв. Клавдій описав це стилем надзвичайно чистим і ясним, простий, що не прикрашеної приємністю старої мови». Фронтон у того ж Гелія (XIII, 29 (28), 2) називає Клавдія «чоловіком мови скромного, чистого і майже повсякденного».
В іншому місці Фронтон, вказуючи характерні риси стилю різних істориків (Саллюстія, Піктора, Клавдія, Анціата і Сізенни), говорить, що Клавдій писав «витончено» — lepide, причому цей епітет особливо яскраво виділяється в порівнянні з поганими характерними рисами інших згаданих істориків: Піктор писав «нескладно» — incondite, Анціат — «негарно» — invenuste.

## Ілюстрації фрагментів з  літопису (“Annales”) Квінта Квадригарія
До нас дійшло 96 фрагментів з «Літопису» Клавдія. Для ілюстрації можуть бути такі фрагменти:
- 41 фрагмент:

«Лист консулів Гая Фабриція і Квінта Емілія до царя Пірру. "Римські консули шлють привіт царю Пірру. Обурені до глибини душі твоїми неправими вчинками, ми намагаємося воювати з тобою, як слід ворогам. Але для прикладу всім і заради чесності ми хочемо, щоб ти був живий, щоб була людина, яку ми могли б перемогти зброєю. До нас приходила близька тобі людина, Нікій, який просив у нас собі нагороду, якщо він таємно позбавить тебе життя ми сказали, що не хочемо цього і що він не повинен очікувати за це ніякої вигоди; .. разом з тим ми вирішили сповістити тебе про це, щоб, якщо що-небудь подібне трапиться, то народи не рахували б це зробленим на нашу наміру. якщо ти не приймеш заходів, то впадеш» (Авл Гелій, III, 8).
- 57 фрагмент:

«Наводимо справжні слова Квадрігарія з VI книги Літопису: ". Після цього були обрані консулами Семпроній Гракх вдруге і Квінт Фабій Максим, син того, який був консулом в попередньому році. Батько-проконсул, що їхав на коні, зустрівся з консулом [сином] і не хотів зійти з коня, бо був його батько. Ліктори, знаючи, що між ними повна згода, не посміли наказати йому зійти. Коли він під'їхав близько, консул сказав: "Накажи зійти". Той ліктор, який прислужував, відразу зрозумів і наказав проконсулу Максиму зійти. Фабій підкорився наказу і похвалив сина за те, що він охороняє владу, отриману ним від народу» (Авл Гелій, II, 2, 13).